# Vorniere
Die Vorniere (altgriechisch πρόνεφρός prónephrós) ist ein Harnorgan. Bei den Amnioten einschließlich des Menschen tritt dieses Organ nur vorübergehend auf und ist funktionslos.

## Vorniere der Wirbeltiere
Die Vorniere entsteht beim Embryo aus den vorderen Ursegmentstielen (intermediäres Mesoderm). Dabei entstehen Kanälchen (Vornierenkanälchen), die sich über einen Flimmertrichter in die Coelomhöhle öffnen. Zum Flimmertrichter gesellt sich ein Gefäßknäuel (Glomerulum), welches sich in die Cölomhöhle vorwölbt (äußeres Glomerulum). Bei Ur- und Nachniere stülpen sich dagegen in der weiteren Entwicklung Glomeruli in das zugehörige Kanälchen ein (inneres Glomerulum). Beim menschlichen Embryo entsteht die Vorniere in der 3. bis 4. Entwicklungswoche. Dabei entstehen immer weitere Funktionseinheiten, während sich die ersten bereits wieder zurückbilden. Ende der 5. Entwicklungswoche ist die Vorniere bereits vollständig zurückgebildet, lediglich ihr Verbindungsgang zur Kloake, der Vornierengang, wird von der zweiten Nierengeneration, der Urniere, übernommen und damit zum Urnierengang (Wolff-Gang). Die vollständige Rückbildung und Funktionslosigkeit der vorderen Nierenanlage ist bei allen Amnioten (Reptilien, Vögel und Säugetiere) zu finden, weshalb in der jüngeren Zeit auch die Auffassung vertreten wird, dass eine Vorniere bei Amnioten gar nicht vorhanden ist.
Bei einigen Kiefermäulern (z. B. Strahlenflosser, Lungenfische) und Amphibien ist die Vorniere ein voll funktionsfähiges Harnorgan im vorderen Rumpfbereich. Bei adulten Neunaugen bleibt die Vorniere ebenfalls bestehen, ist aber nur bei Larven und beim Embryo zur Harnbildung befähigt. Auch bei Schleimaalen bleibt die Vorniere erhalten, sie trägt aber zu keinem Zeitpunkt zur Urinproduktion bei. Nur wenige Knochenfische wie einige Zahnkärpflinge behalten zeitlebens eine zur Ausscheidung befähigte Vorniere. Bei den meisten Knochenfischen differenziert sich die Vorniere zusammen mit dem vorderen Abschnitt der Urniere zu einem blutbildenden und lymphähnlichen Organ.